# Gusborn
Gusborn is een gemeente in de Duitse deelstaat Nedersaksen. De gemeente maakt deel uit van de Samtgemeinde Elbtalaue in het Landkreis Lüchow-Dannenberg. Gusborn telt 1.221 inwoners.

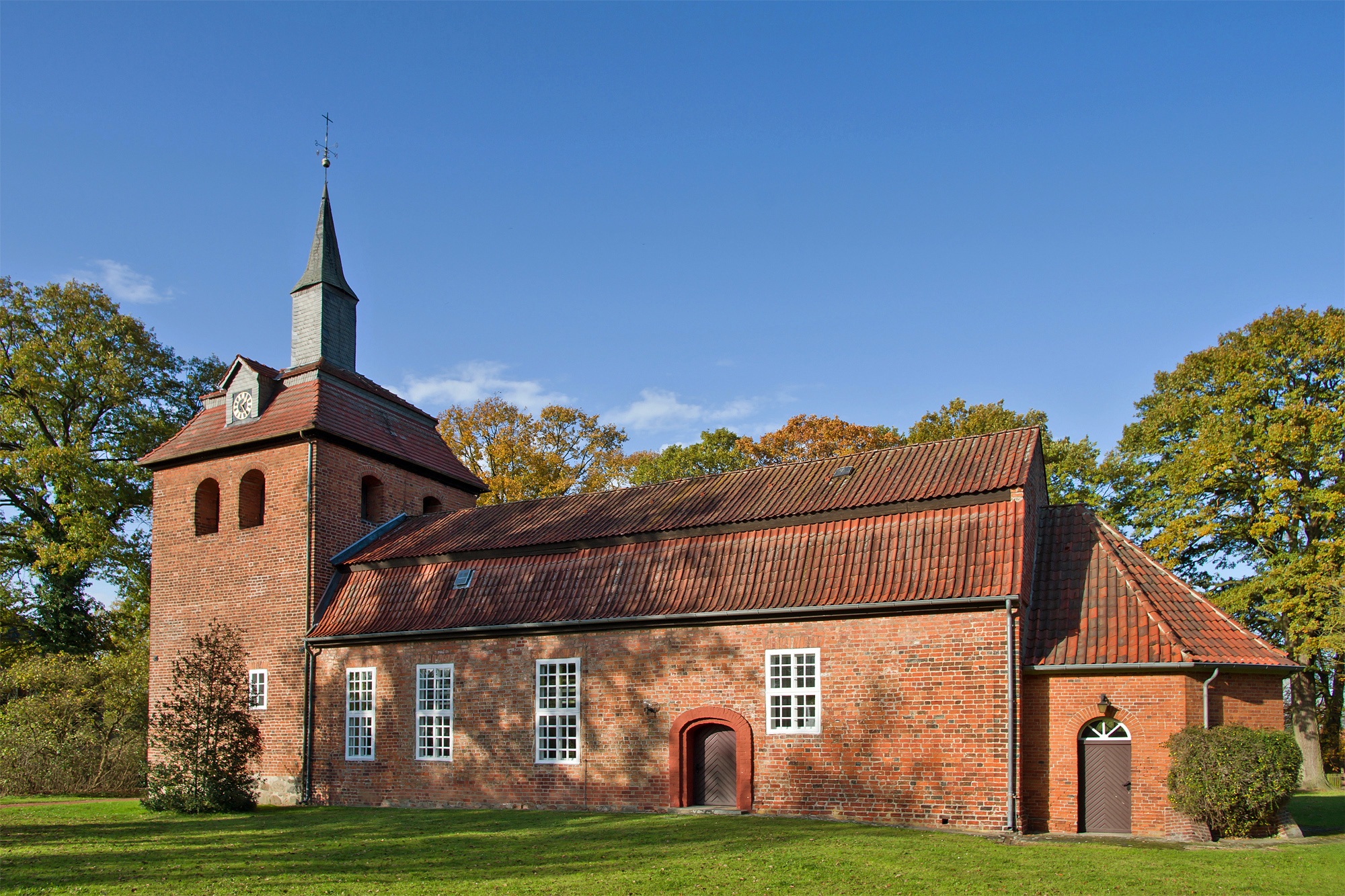
Evang.-lutherse kerk te Quickborn

Het grootste dorp in de gemeente is Quickborn, met een oude dorpskerk en met het gemeentehuis van Gusborn. Quickborn heeft ruim 400 inwoners, de dorpen Groß- en Klein-Gusborn elk ruim 300.
De gemeente heeft de landbouw als voornaamste middel van bestaan. Verder is er enig fietstoerisme.
Langs Gusborn loopt de Bundesstraße 191 vanuit het zuidwesten (Celle, Uelzen) en buurgemeente Dannenberg , richting de brug over de Elbe ten noordoosten van Gusborn, naar Ludwigslust, Parchim en Plau am See. 
- Gemeinsame Normdatei: 4325315-5
- Virtual International Authority File: 240048488

Bergen an der Dumme · 
Clenze · 
Damnatz · 
Dannenberg · 
Gartow · 
Göhrde · 
Gorleben · 
Gusborn · 
Hitzacker · 
Höhbeck · 
Jameln · 
Karwitz · 
Küsten · 
Langendorf · 
Lemgow · 
Lübbow · 
Lüchow · 
Luckau · 
Neu Darchau · 
Prezelle · 
Schnackenburg · 
Schnega · 
Trebel · 
Waddeweitz · 
Woltersdorf · 
Wustrow · 
Zernien